# Salomonische Fußballnationalmannschaft der Frauen
Die salomonische Fußballnationalmannschaft der Frauen repräsentiert den pazifischen Inselstaat der Salomonen.
Die Salomonen sind Mitglied des Weltfußballverbandes FIFA sowie des Regionalverbandes OFC.
Ihr erstes Spiel fand 2007 statt. Damit ist sie eine der jüngsten Nationalmannschaften. Als eine von vier Mannschaften nahm sie an der Fußball-Ozeanienmeisterschaft der Frauen 2007 teil, belegte aber nur den letzten Platz. Im gleichen Jahr gelang dann bei den Pazifik-Spielen auch der erste Sieg. 2008 und 2009 wurden keine Spiele ausgetragen. Bei der Fußball-Ozeanienmeisterschaft der Frauen 2010, an der acht Mannschaften teilnahmen, belegte die Mannschaft den vierten Platz und konnte damit indirekt das Ergebnis von 2007 wiederholen. 2025 konnte die Mannschaft den Titel gewinnen als Rekordsieger Neuseeland nicht teilnahm.

## Turnierbilanz

### Weltmeisterschaft
| - 1991: nicht teilgenommen - 1995: nicht teilgenommen - 1999: nicht teilgenommen - 2003: nicht teilgenommen - 2007: nicht qualifiziert | - 2011: nicht qualifiziert - 2015: nicht teilgenommen - 2019: nicht qualifiziert - 2023: nicht qualifiziert |

### Ozeanienmeisterschaft
| - 1983: nicht teilgenommen - 1986: nicht teilgenommen - 1989: nicht teilgenommen - 1991: nicht teilgenommen - 1994: nicht teilgenommen - 1998: nicht teilgenommen - 2003: nicht teilgenommen | - 2007: Vierter (bei vier Teilnehmern) - 2010: Vierter - 2014: nicht teilgenommen - 2018: nicht qualifiziert - 2022: Dritter - 2025: Gewinner |

### Olympische Spiele
| - 1996: nicht teilgenommen - 2000: nicht teilgenommen - 2004: nicht teilgenommen - 2008: nicht teilgenommen | - 2012: nicht teilgenommen - 2016: nicht qualifiziert - 2020: nicht qualifiziert - 2024: nicht qualifiziert |

## Länderspiele
| Datum      | Ergebnis       | Gegner             |   | Austragungsort        | Anlass                                                          | Bemerkungen                                                                  |
| ---------- | -------------- | ------------------ | - | --------------------- | --------------------------------------------------------------- | ---------------------------------------------------------------------------- |
| 09.04.2007 | 1:6            | Papua-Neuguinea    | A | Lae (PNG)             | Fußball-Ozeanienmeisterschaft der Frauen 2007                   | Erstes Länderspiel Erstes Auswärtsspiel                                      |
| 11.04.2007 | 0:8            | Neuseeland         | * | Lae (PNG)             | Fußball-Ozeanienmeisterschaft der Frauen 2007                   | Bis zum 19. Februar 2024 höchste Niederlage Erstes Spiel auf neutralem Platz |
| 13.04.2007 | 0:0            | Tonga              | * | Lae (PNG)             | Fußball-Ozeanienmeisterschaft der Frauen 2007                   | Erster Punktgewinn                                                           |
| 28.08.2007 | 0:4            | Papua-Neuguinea    | * | Apia (SAM)            | Südpazifikspiele 2007                                           |                                                                              |
| 30.08.2007 | 1:1            | Cookinseln         | * | Apia (SAM)            | Südpazifikspiele 2007                                           |                                                                              |
| 01.09.2007 | 3:0            | Amerikanisch-Samoa | * | Apia (SAM)            | Südpazifikspiele 2007                                           | Erster Sieg                                                                  |
| 03.09.2007 | 0:3            | Fidschi            | * | Apia (SAM)            | Südpazifikspiele 2007                                           |                                                                              |
| 30.09.2010 | 4:0            | Tonga              | * | Auckland (NZL)        | Fußball-Ozeanienmeisterschaft der Frauen 2010                   | Höchster Sieg bis zum 9. Juli 2022                                           |
| 02.10.2010 | 1:2            | Papua-Neuguinea    | * | Auckland (NZL)        | Fußball-Ozeanienmeisterschaft der Frauen 2010                   |                                                                              |
| 04.10.2010 | 0:0            | Fidschi            | * | Auckland (NZL)        | Fußball-Ozeanienmeisterschaft der Frauen 2010                   |                                                                              |
| 06.10.2010 | 0:8            | Neuseeland         | A | Auckland (NZL)        | Fußball-Ozeanienmeisterschaft der Frauen 2010 Halbfinale        |                                                                              |
| 08.10.2010 | 0:2            | Cookinseln         | * | Auckland (NZL)        | Fußball-Ozeanienmeisterschaft der Frauen 2010 Spiel um Platz 3  |                                                                              |
| 27.08.2011 | 0:3            | Neukaledonien      | A | Nouméa (NCL)          | Pazifikspiele 2011                                              |                                                                              |
| 31.08.2011 | 0:2            | Tahiti             | * | Nouméa (NCL)          | Pazifikspiele 2011                                              |                                                                              |
| 02.09.2011 | 4:0            | Amerikanisch-Samoa | * | Nouméa (NCL)          | Pazifikspiele 2011                                              |                                                                              |
| 05.09.2011 | 0:1            | Papua-Neuguinea    | * | Nouméa (NCL)          | Pazifikspiele 2011                                              |                                                                              |
| 06.07.2015 | 1:8            | Neukaledonien      | * | Port Moresby (PNG)    | Qualifikation für die olympischen Fußballturniere 2016          |                                                                              |
| 08.07.2015 | 0:2            | Tonga              | * | Port Moresby (PNG)    | Qualifikation für die olympischen Fußballturniere 2016          |                                                                              |
| 11.07.2015 | 1:2            | Samoa              | * | Port Moresby (PNG)    | Qualifikation für die olympischen Fußballturniere 2016          |                                                                              |
| 24.08.2018 | 2:0            | Amerikanisch-Samoa | * | Lautoka (FJI)         | Qualifikation zur Fußball-Ozeanienmeisterschaft der Frauen 2018 |                                                                              |
| 27.08.2018 | 0:0            | Fidschi            | A | Lautoka (FJI)         | Qualifikation zur Fußball-Ozeanienmeisterschaft der Frauen 2018 |                                                                              |
| 30.08.2018 | 0:1            | Vanuatu            | * | Lautoka (FJI)         | Qualifikation zur Fußball-Ozeanienmeisterschaft der Frauen 2018 |                                                                              |
| 09.07.2019 | 2:5            | Papua-Neuguinea    | * | Apia (WSM)            | Pazifikspiele 2019                                              |                                                                              |
| 10.07.2019 | 0:1            | Tahiti             | * | Apia (WSM)            | Pazifikspiele 2019                                              |                                                                              |
| 12.07.2019 | 2:1            | Vanuatu            | * | Apia (WSM)            | Pazifikspiele 2019                                              |                                                                              |
| 15.07.2019 | 1:2            | Cookinseln         | * | Apia (WSM)            | Pazifikspiele 2019                                              |                                                                              |
| 07.07.2022 | 0:0            | Vanuatu            | * | Pacific Harbour (FIJ) |                                                                 |                                                                              |
| 09.07.2022 | 5:0            | Papua-Neuguinea    | * | Pacific Harbour (FIJ) |                                                                 |                                                                              |
| 14.07.2022 | 1:1            | Fidschi            | A | Suva (FIJ)            | Fußball-Ozeanienmeisterschaft der Frauen 2022                   |                                                                              |
| 20.07.2022 | 2:2            | Neukaledonien      | * | Suva (FIJ)            | Fußball-Ozeanienmeisterschaft der Frauen 2022                   |                                                                              |
| 24.07.2022 | 1:0            | Tahiti             | * | Suva (FIJ)            | Fußball-Ozeanienmeisterschaft der Frauen 2022 Viertelfinale     |                                                                              |
| 27.07.2022 | 1:3            | Fidschi            | A | Suva (FIJ)            | Fußball-Ozeanienmeisterschaft der Frauen 2022 Halbfinale        |                                                                              |
| 30.07.2022 | 1:1; 6:5 i. E. | Samoa              | * | Suva (FIJ)            | Fußball-Ozeanienmeisterschaft der Frauen 2022 Spiel um Platz 3  |                                                                              |
| 18.11.2023 | 1:0            | Vanuatu            | H | Honiara               | Pazifik-Spiele                                                  |                                                                              |
| 24.11.2023 | 1:4            | Fidschi            | H | Honiara               | Pazifik-Spiele                                                  |                                                                              |
| 28.11.2023 | 1:0            | Tonga              | H | Honiara               | Pazifik-Spiele Play-off um Platz 5 bis 8                        |                                                                              |
| 01.12.2023 | 1:2            | Vanuatu            | H | Honiara               | Pazifik-Spiele Spiel um Platz 5                                 |                                                                              |
| 07.02.2024 | 1:1            | Papua-Neuguinea    | * | Apia (WSM)            | Olympia-Qualifikation                                           |                                                                              |
| 10.02.2024 | 7:1            | Amerikanisch-Samoa | * | Apia (WSM)            | Olympia-Qualifikation                                           | Höchster Sieg                                                                |
| 13.02.2024 | 3:1            | Fidschi            | * | Apia (WSM)            | Olympia-Qualifikation                                           |                                                                              |
| 16.02.2024 | 2:0            | Samoa              | A | Apia (WSM)            | Olympia-Qualifikation Halbfinale                                |                                                                              |
| 19.02.2024 | 1:11           | Neuseeland         | * | Apia (WSM)            | Olympia-Qualifikation Finale                                    | Höchste Niederlage gegen eine A-Nationalmannschaft                           |
| 19.02.2025 | 0:8            | Thailand U-20      | * | Canberra (AUS)        | PacificAus Sports Four Nations Tournament                       |                                                                              |
| 22.02.2025 | 0:12           | Australien U-20    | * | Canberra (AUS)        | PacificAus Sports Four Nations Tournament                       | Höchste Niederlage                                                           |
| 25.02.2025 | 0:1            | Vanuatu            | * | Canberra (AUS)        | PacificAus Sports Four Nations Tournament                       |                                                                              |
| 05.07.2025 | 2:3            | Fidschi            | A | Suva (FIJ)            | Fußball-Ozeanienmeisterschaft der Frauen 2025 Vorrunde          |                                                                              |
| 08.07.2025 | 2:1            | Vanuatu            | * | Suva (FIJ)            | Fußball-Ozeanienmeisterschaft der Frauen 2025 Vorrunde          |                                                                              |
| 11.07.2025 | 5:0            | Tonga              | * | Suva (FIJ)            | Fußball-Ozeanienmeisterschaft der Frauen 2025 Vorrunde          |                                                                              |
| 16.07.2025 | 2:1            | Samoa              | * | Suva (FIJ)            | Fußball-Ozeanienmeisterschaft der Frauen 2025 Halbfinale        |                                                                              |
| 19.07.2025 | 3:2 n. V.      | Papua-Neuguinea    | * | Suva (FIJ)            | Fußball-Ozeanienmeisterschaft der Frauen 2025 Finale            | Erster Titelgewinn                                                           |